# Die Bratpfannenstory
Die Bratpfannenstory ist ein deutsches TV-Lustspiel von Hartmut Ostrowsky aus dem Jahr 1995. In den Hauptrollen agieren Herbert Köfer und Ursula Staack.

## Handlung
Paula Semmelrogge besitzt einen kleinen Laden zur Miete, in dem Esswaren und Getränke angeboten werden. Ihr Lokal steht finanziell vor dem Ruin und sie hat Wut auf Friedrich Riemer, den Hausbesitzer des Ladens, weil er das gesamte Haus an Dritte weiterverkaufen möchte. Das bedeutet, dass alle Mieter vorübergehend ausziehen müssen, bis das Haus modernisiert ist und sie sich danach möglicherweise die erhöhten Mieten nicht mehr leisten können. Im Affekt greift Paula zu einer Bratpfanne und schlägt Herrn Riemer eins hintenüber. Als der wieder zu Bewusstsein kommt, hat er offensichtlich sein Gedächtnis verloren. Er wähnt sich im Krankenhaus und hält Paula für seine Krankenschwester. Vergeblich versucht sie ihm klarzumachen, dass er sich irrt, aber dann spielt sie das Spiel vorerst mit. Schließlich ist es in ihrem Interesse, wenn er sich nicht mehr an das Geschehene erinnert. Hinzu kommt, dass Paula früher ein wenig in Riemer verliebt war. Damals war er aber bei Weitem nicht so verbiestert, wie er es heute ist. Da Riemer sie in seinem jetzigen Zustand an den Friedrich Riemer erinnert, den sie früher kannte, genießt sie die aktuelle Situation ein wenig.
Trotzdem kann es sein, dass Paula sich für ihre Tat verantworten muss, denn Riemers Gedächtnis kehrt zurück. Gerade als er sich darüber aufregt, dass er hier gewaltsam festgehalten worden wäre, stößt er sich erneut am Kopf, wird bewusstlos und erlangt kurzfristig den gleichen Zustand wie nach dem Schlag mit der Pfanne. Mehr und mehr wird ihm nun klar, dass er Paula noch immer liebt. Da er aber nicht über seinen Schatten springen kann, macht er ihr das Angebot, als Haushälterin für ihn zu arbeiten. Das erbost Paula derart, dass sie mit der Bratpfanne auf den Tisch haut und Riemer daraufhin die Lampe auf den Kopf fällt. Im Ergebnis verliert Riemer erneut sein Gedächtnis. Doch auch das hält nicht lange an. Paulas Reaktion auf sein Angebot bringt ihn nun dazu, ihr einen Heiratsantrag zu machen. Paula ist verblüfft, zumal er sogar seinen Plan aufgibt, das Haus zu verkaufen. Einzig der Immobilienmakler Suhr ist vom Sinneswandel Riemers nicht allzu begeistert, gibt sich aber letztlich mit der gegebenen Situation zufrieden. Er tröstet sich dafür mit Paulas attraktiver Tochter Sylvia. Er wirbt sie nicht nur für seine Firma an, sondern auch für sein Privatleben.

## Produktion
Der Film wurde von Saxonia Media für den Mitteldeutschen Rundfunk produziert und 1995 im Theater „Schlossgarten“ in Arnstadt aufgezeichnet.

## Belege
1. ↑  Die Bratpfannenstory  bei crew united